# Eupterote hibisci
Eupterote hibisci är en fjärilsart som beskrevs av Fabricius 1775. Eupterote hibisci ingår i släktet Eupterote och familjen Eupterotidae. Inga underarter finns listade i Catalogue of Life.

## Bildgalleri

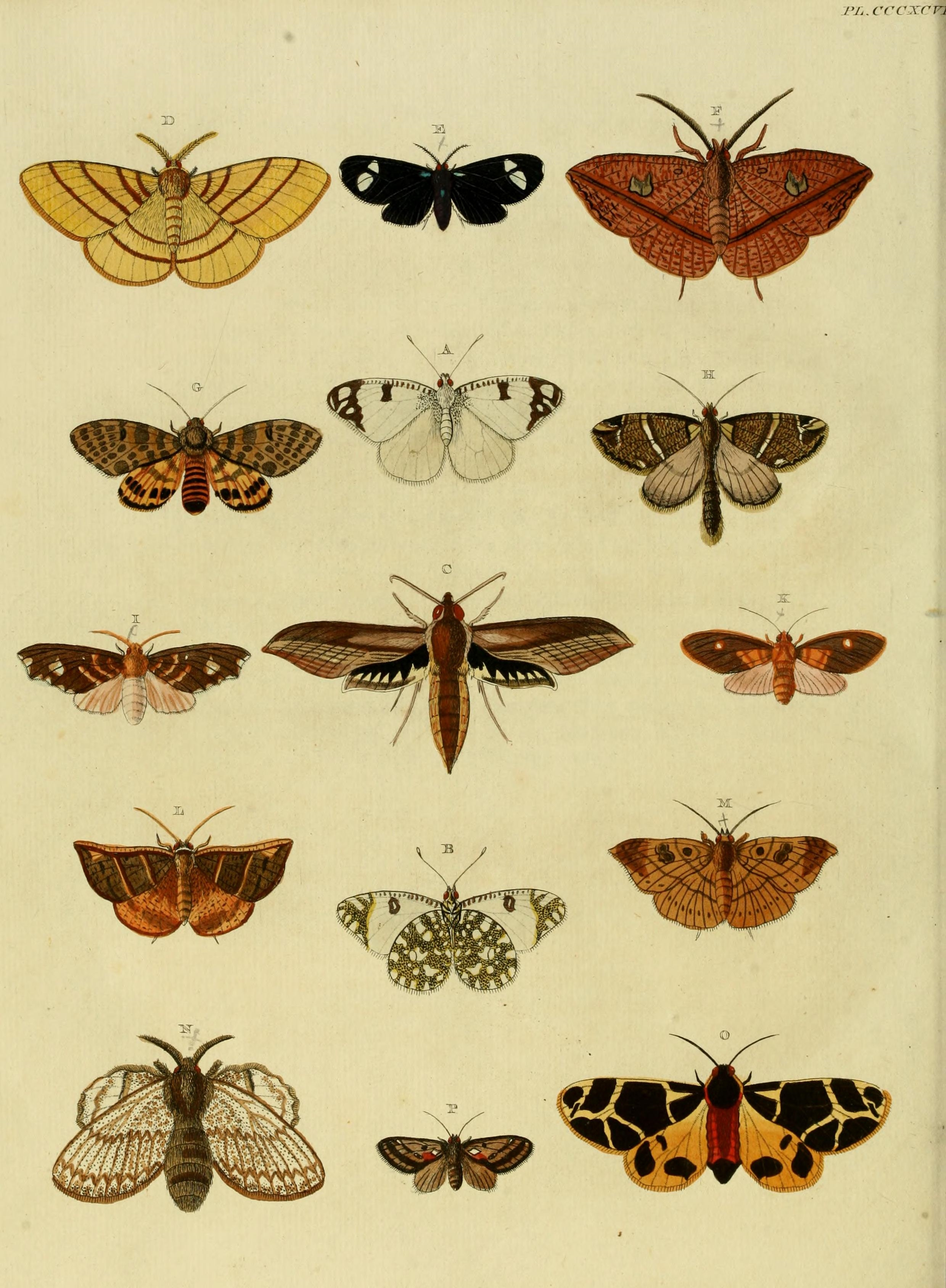